# Moto Toscana
Moto Toscana ist eine deutsche Sludge- und Doom-Band. Sie grenzt sich vom Gros der Szene dadurch ab, dass sie auf die genreübliche Besetzung mit ein oder zwei Gitarren verzichtet.

## Geschichte
Hintergrundinformationen über die Band finden sich nur spärlich. Neben der Besetzung gehört dazu die Herkunft, die mit den drei Städten  Heiligenhafen, Hildesheim und Ludwigsburg angegeben wird.
Das Debütalbum erschien im Spätsommer 2018 bei Tonzonen Records. Es wurde faktisch in einem Take aufgenommen und anschließend nur geringfügig mit Overdubs bearbeitet. Für die Aufnahme und Produktion zeichnete Schlagzeuger Christian Linke verantwortlich.
Zum Jahresende 2018 teilte die Band auf ihrer Facebook-Seite die Auflösung mit. Die Arbeiten zum zweiten Album hätten bereits seit sechs Monaten stattgefunden, aber die räumliche Distanz der Akteure sei eine zu große Herausforderungen.

## Stil
Die Band selbst bezeichnet ihren Stil als „Sludgefunk/Doomdisco“. Als übliche Genrebezeichnungen wurde der Sound in einem Review als „auf das Wesentliche reduzierte Musik, die irgendwo zwischen Prog Rock, Doom, Stoner und Funk angesiedelt ist“, bezeichnet. In der Praxis ist das eine „Basis aus Monsterfuzzbass mit abwechselnd mächtigen Riffs und rhytmischen [sic!], funky-dynamischen Passagen mit einem trocken-trickreich reduziertem Schlagzeugspiel“ und einem Gesang mit „Wurzeln im tragisch-elegischen 90s-Alternative“. An anderer Stelle wurde schlicht das Etikett Desert Rock verwendet.

## Rezeption
Bei der Rezension des Debütalbums vergab musikreviews.de 12 von 15 möglichen Punkten und der Redakteur hielt zwischenzeitlich fest:

„Moto Toscana sind nicht sexy, sondern stellen eine interessante Varation auf das Thema "Noise Rock" zur Debatte - kantig und elegant zugleich, improvisatorisch ohne Vorbehalte oder ein Bewusstsein von musikalischen Grenzen erarbeitet, dafür aber mit einem feinen Gefühl dafür, was vor einem Bühnenpublikum funktioniert und was nicht.“

In einer anderen Besprechung wurde das Debütalbum „vor allem Fans von Beehoover ans Herz gelegt, die anstatt Psychedelic hier etwas mehr Wert auf Prog legen“.

## Diskografie
- 2018: Moto Toscana (Tonzonen Records)